# Кір-Тлявлі
Кір-Тлявлі́ (рос. Кир-Тлявли, башк. Ҡыр-Теләүле) — село у складі Шаранського району Башкортостану, Росія. Входить до складу Базгієвської сільської ради.
Населення — 190 осіб (2010; 237 у 2002).
Національний склад:
- башкири — 53 %
- татари — 47 %